# Peruth Chemutai
Peruth Chemutai (Bukwo, 10 de julho de 1999) é uma atleta ugandense campeã olímpica dos 3000 metros com obstáculos.
Aos 17 anos de idade competiu na Rio 2016 sem conseguir se classificar às finais. Em julho de 2018, foi medalha de prata no Campeonato Mundial Sub-20 de Atletismo, com a marca de 9:18.8. Uma semana depois, estabeleceu nova marca pessoal e novo recorde nacional feminino de Uganda na etapa de Mônaco da Diamond League. No ano seguinte foi quinta colocada no Mundial de Doha 2019, no Qatar. Em Tóquio 2020 ganhou a medalha de ouro e tornou-se campeã olímpica com o tempo de 9:01.45, nova marca pessoal e novo recorde nacional. Sua medalha de ouro foi a primeira medalha olímpica de uma atleta de Uganda em qualquer esporte.
Em Paris 2024 ficou com a medalha de prata fazendo a melhor marca de sua carreira e novo recorde nacional ugandense, 8:53.34, quase oito minutos mais rápido que o tempo que lhe tinha dado a medalha de ouro em Tóquio três anos antes.